# لانكستر (تكساس)
لانكستر (بالإنجليزية: Lancaster, Texas)‏ هي مدينة تقع في مقاطعة دالاس بولاية تكساس في شمال شرق الولايات المتحدة. تبلغ مساحة هذه المدينة 78.6 (كم²)، وترتفع عن سطح البحر 159 م، بلغ عدد سكانها 37845 نسمة في عام 2012 حسب إحصاء مكتب تعداد الولايات المتحدة .

## التركيبة السكانية
حدّد مكتب تعداد الولايات المتحدة بيانات التركيبة السكانية للانكستر في تعداد الولايات المتحدة. في ما يلي، التركيبة السكانية حسب تعدادي 2000 و2010.

### تعداد عام 2000
بلغ عدد سكان لانكستر 25,894 نسمة بحسب تعداد عام 2000، وبلغ عدد الأسر 9,182 أسرة وعدد العائلات 6,895 عائلة مقيمة في المدينة. في حين سجلت الكثافة السكانية 301.9 نسمة لكل كيلومتر مربع (781.9/ميل2). وبلغ عدد الوحدات السكنية 9,590 وحدة بمتوسط كثافة قدره 111.8 لكل كيلومتر مربع (289.6/ميل2).
وتوزع التركيب العرقي للمدينة بنسبة 37.63% من البيض و53% من الأمريكيين الأفارقة و0.49% من الأمريكيين الأصليين و0.39% من الأمريكيين ذوي الأصول الآسيوية و0.05% من سكان جزر المحيط الهادئ و6.58% من الأعراق الأخرى و1.85% من عرقين مختلطين أو أكثر و11.59% من الهسبانيون أو اللاتينيون من أي عرق.
بلغ عدد الأسر 9,182 أسرة كانت نسبة 46.5% منها لديها أطفال تحت سن الثامنة عشر تعيش معهم، وبلغت نسبة الأزواج القاطنين مع بعضهم البعض 49.4% من أصل المجموع الكلي للأسر، ونسبة 20.8% من الأسر كان لديها معيلات من الإناث دون وجود شريك،  بينما كانت نسبة 4.8% من الأسر لديها معيلون من الذكور دون وجود شريكة وكانت نسبة 24.9% من غير العائلات. تألفت نسبة 21.3% من أصل جميع الأسر من عدة أفراد يعيشون في نفس المنزل ونسبة 6.3% كانت تتألف من شخص يعيش بمفرده يبلغ من العمر 65 عاماً أو أكثر. وبلغ متوسط حجم الأسرة المعيشية 2.77، أما متوسط حجم العائلات فبلغ 3.22.
بلغ العمر الوسطي للسكان 32.3 عاماً. وكانت نسبة 30.5% من القاطنين تحت سن الثامنة عشر، وكانت نسبة 8.6% بين الثامنة عشر والرابعة والعشرين عاماً، ونسبة 32.2% كانت واقعةً في الفئة العمرية ما بين الخامسة والعشرين والرابعة والأربعين عاماً، ونسبة 19.2% كانت ما بين الخامسة والأربعين والرابعة والستين، ونسبة 7.6% كانت ضمن فئة الخامسة والستين عاماً فما فوق. يوجد لكل 100 أنثى 86.6 ذكر، ويوجد لكل 100 أنثى في الثامنة عشر من عمرها فما فوق 81.9 ذكر.
بلغ متوسط دخل الأسرة في المدينة 43,773 دولارًا، أما متوسط دخل العائلة فبلغ 48,498 دولارًا. وكان متوسط دخل الذكور 33,406 دولارًا مقابل 30,653 دولارًا للإناث. وسجل دخل الفرد الخاص بالمدينة 18,731 دولارًا. وكانت نسبة 6.1% من العائلات ونسبة 8.1% من السكان تحت خط الفقر، وكان من هؤلاء نسبة 11.5% تحت سن الثامنة عشر ونسبة 8.7% في الخامسة والستين من العمر وما فوق.

### تعداد عام 2010
بلغ عدد سكان لانكستر 36,361 نسمة بحسب تعداد عام 2010، وبلغ عدد الأسر 12,520 أسرة وعدد العائلات 9,252 عائلة مقيمة في المدينة. في حين سجلت الكثافة السكانية 423.9 نسمة لكل كيلومتر مربع (1,097.9/ميل2). وبلغ عدد الوحدات السكنية 13,622 وحدة بمتوسط كثافة قدره 158.8 لكل كيلومتر مربع (411.3/ميل2).
وتوزع التركيب العرقي للمدينة بنسبة 20.38% من البيض و68.75% من الأمريكيين الأفارقة و0.35% من الأمريكيين الأصليين و0.29% من الأمريكيين ذوي الأصول الآسيوية و0.04% من سكان جزر المحيط الهادئ و8.12% من الأعراق الأخرى و2.08% من عرقين مختلطين أو أكثر و16.95% من الهسبانيون أو اللاتينيون من أي عرق.
بلغ عدد الأسر 12,520 أسرة كانت نسبة 46.2% منها لديها أطفال تحت سن الثامنة عشر تعيش معهم، وبلغت نسبة الأزواج القاطنين مع بعضهم البعض 41.2% من أصل المجموع الكلي للأسر، ونسبة 27.1% من الأسر كان لديها معيلات من الإناث دون وجود شريك،  بينما كانت نسبة 5.6% من الأسر لديها معيلون من الذكور دون وجود شريكة وكانت نسبة 26.1% من غير العائلات. تألفت نسبة 22.3% من أصل جميع الأسر من عدة أفراد يعيشون في نفس المنزل ونسبة 4.7% كانت تتألف من شخص يعيش بمفرده يبلغ من العمر 65 عاماً أو أكثر. وبلغ متوسط حجم الأسرة المعيشية 2.88، أما متوسط حجم العائلات فبلغ 3.36.
بلغ العمر الوسطي للسكان 32.3 عاماً. وكانت نسبة 31.2% من القاطنين تحت سن الثامنة عشر، وكانت نسبة 8.9% بين الثامنة عشر والرابعة والعشرين عاماً، ونسبة 29.4% كانت واقعةً في الفئة العمرية ما بين الخامسة والعشرين والرابعة والأربعين عاماً، ونسبة 23.3% كانت ما بين الخامسة والأربعين والرابعة والستين، ونسبة 7.2% كانت ضمن فئة الخامسة والستين عاماً فما فوق. وتوزع التركيب الجنسي للسكان بنسبة 45.8% ذكور و54.2% إناث.

## أعلام
- جين مور
- جاك ريفيس
- ديماركوس لوف
- جين مور

## وصلات خارجية
- Lancaster-TX.com
- The US50 - Cities and Towns in Texas State